# Franz Xaver Schönwerth

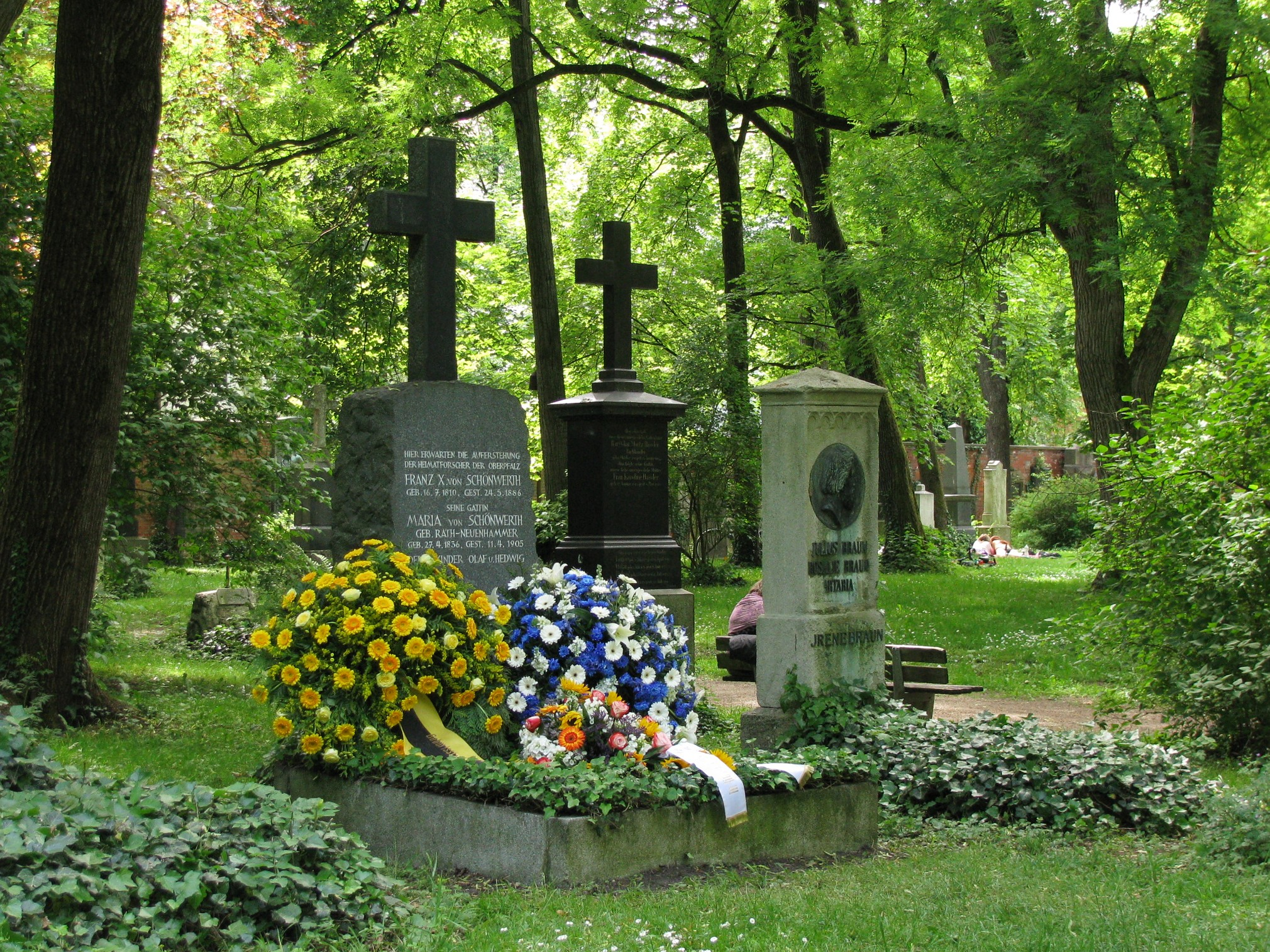
Franz Xaver Schönwerths grav.

Franz Xaver Schönwerth, efter 1859 Franz Xaver von Schönwerth, född 16 juli 1810 i Amberg, död 24 maj 1886 i München, var en tysk folklorist.

## Biografi
Schönwerth föddes i Amberg i Oberpfalz, som den äldste av fem barn till den kunglige konstprofessorn Joseph Schönwerth. År 1821 började han vid ortens gymnasium. Från 1832 studerade han kameralvetenskap i München, och från 1834 rättsvetenskap vid Ludwig-Maximilians-Universität i samma stad. Efter ett års arbete inom juridiken erhöll han 1840 fast anställning vid regeringen i Oberbayern. 1845 var han privatsekreterare hos kronprins Maximilian och var vid dennes tronbestigning 1848 kabinettschef, 1851 regeringsråd, blev 1852 förflyttad till Finansministeriet och erhöll 1859 personligt adelskap.
Schönwerth utforskade mellan 1852 och 1886 folklivet i Oberpfalz och nedtecknade sina iakttagelser. Mellan 1857 och 1859 publicerade han ett trebandsverk med titeln Aus der Oberpfalz – Sitten und Sagen. Dock var detta en mycket liten del av hans sammantagna forskning.
Under sina besök i Oberpfalz nedtecknade Schönwerth sagor, folksagor, anekdoter, barnlekar, barnramsor och visor, såväl som ordspråk. Han beskrev också livet i stugorna och i hoven, böndernas vardag, sedvanorna och klädesdräkterna. Han efterlämnade därmed sina nedtecknade bilder av det oberpfalziska levernet under 1800-talet.

## Skrifter
- Franz Xaver Schönwerth: Aus der Oberpfalz. Sitten und Sagen. 3 Theile. Matth. Rieger’sche Buchhandlung, Augsburg 1857, 1858, 1859.
- F. X. v. Schönwerth: Sprichwörter des Volkes der Oberpfalz in der Mundart. Sonderabdruck aus dem XXIX. Bande der Verhandlungen des historischen Vereins von Oberpfalz und Regensburg. Joseph Mayr, Stadtamhof 1873.
- Fr. X. von Schönwerth: Johann Andreas Schmeller und seine Bearbeitung der baierischen Mundarten mit Bezugnahme auf das Oberpfälzische. In: VHVO 28, 1872, S. 221-249.